# Aek Nabara Tonga
Aek Nabara Tonga is een bestuurslaag in het regentschap Padang Lawas van de provincie Noord-Sumatra, Indonesië. Aek Nabara Tonga telt 1292 inwoners (volkstelling 2010).